# Нігрита жовтолоба
Нігрита жовтолоба (Nigrita luteifrons) — вид горобцеподібних птахів родини астрильдових (Estrildidae). Мешкає в Західній і Центральній Африці.

## Опис
Довжина птаха становить 11 см. Верхня частина тіла, верхні покривні пера хвоста більш темні. Крила чорні, покривні пера крил сірі. Обличчя, горло і нижня частина тіла чорні. Лоб і тім'я золотисті або охристо-кремові, в залежності від підвиду. Очі червоні, дзьоб чорний, лапи тілесного кольору. У самиць світла пляма на голові більша, нижня частина тіла у них сизувато-сіра.

## Підвиди
Виділяють два підвидів:
- N. l. luteifrons Verreaux, J & Verreaux, É, 1851 — від Сьєрра-Леоне і Ліберії до західної Уганди і північно-західної Анголи;
- N. l. alexanderi Ogilvie-Grant, 1907 — острів Біоко.

## Поширення і екологія
Жовтолобі нігрити мешкають в Сьєрра-Леоне, Ліберії, Кот-д'Івуарі, Гані, Того, Беніні, Нігерії, Камеруні, Центральноафриканській Республіці, Екваторіальній Гвінеї, Габоні, Республіці Конго, Демократичній Республіці Конго, Уганді і Анголі. Вони живуть у вологих рівнинних тропічних лісах, на узліссях і галявинах, в галерейних лісах та на плантаціях. Зустрічаються поодинці, парами або невеликими зграйками до 10 птахів, іноді приєднуються до змішаних зграй птахів. Живляться комахами, їх личинками, а також плодами, зокрема плодами олійної пальми і Ficus pseudomangifera, ягодами і насінням. Початок сезону різниться в залежності від регіону, однак зазвичай припадає на другу половину сезону дощів. Гніздо кулеподібне з бічним входом, діаметром 13 см, робиться з переплетених рослинних волокон, розміщується в густих заростях. В кладці від 4 до 5 білих яєць, інкубаційний період триває приблизно 2 тижні. Насиджують і самиці і самці. Пташенята покидають гніздо через 3 тижні після вилуплення, однак батьки продовжують піклуватися про них ще деякий час.